# Neton
Le Neton est un véhicule militaire léger tout-terrain non-blindé de transport tactique espagnol utilisé par les forces spéciales. Ils sont aérotransportables. Il est fabriqué par l'entreprise espagnole EINSA.

## Description
Ces modèles sont semblables au véhicule AGF Serval et basé sur le Toyota Hilux. 2 exemplaires peuvent être placés dans un hélicoptère Boeing CH-47 Chinook ou 1 transporté par élingage, trois dans le CASA C-295.

## Caractéristiques techniques
- Longueur 4,520 m
- Largeur 1,850 m
- Hauteur 1,932 metros
- Poids 2300kg
- Charge utile 900kg
- Poids total 3200kg
- Vitesse maximale 160 KM/H
- Rayon d'action: 1400km avec deux réservoirs[3],[4]

## Utilisateurs

### Militaires
- Espagne Le Neton véhicule léger de reconnaissance pour forces spéciales a été vendu à 24 exemplaires à l'armée espagnole en 2020 pour le Commandement des opérations spéciales (Espagne)[5] sur la base du Toyota Hilux qui remplaceront ou complèteront les véhicules Lathar 1.0 de l'entreprise VT Proyectos[2] qui était produit sur la base du Nissan Patrol ML-6[6].

## Véhicules comparables
- Jankel (entreprise) Fox
- Lathar
- AGF Serval
- Polaris RZR